# Grb Občine Cerkvenjak
Grb Občine Cerkvenjak ima obliko viteškega grba, spodaj je ovalno podrezan zgoraj pa na obeh krajih pravokotno izrezan, na vrhu je nadgrajen s pravokotnikom rdeče barve, v katerem je napis kraja Cerkvenjak bele barve. Grb je diagonalno desno deljen, v levem delu je upodobljena cerkev Sv. Antona in ostalih zgradb na modri podlagi, ki predstavljajo podobo kraja. V desnem delu pa jabolko in grozd na zeleni podlagi, ki predstavljata najznačilnejša pridelka teh krajev. 